# آمینوآلکیل‌ایندول
آمینوآلکیل‌ایندول‌ها (AAIها) خانواده‌ای از ترکیبات کانابینوئیدرژیک هستند که به عنوان آگونیست گیرنده کانابینوئید عمل می‌کنند. این ترکیبات توسط شرکت داروسازی استرلینگ-وینتروپ در اوایل دهه ۱۹۹۰ به عنوان عوامل ضد التهابی غیر استروئیدی بالقوه اختراع شدند.